# La Ruse du petit maître

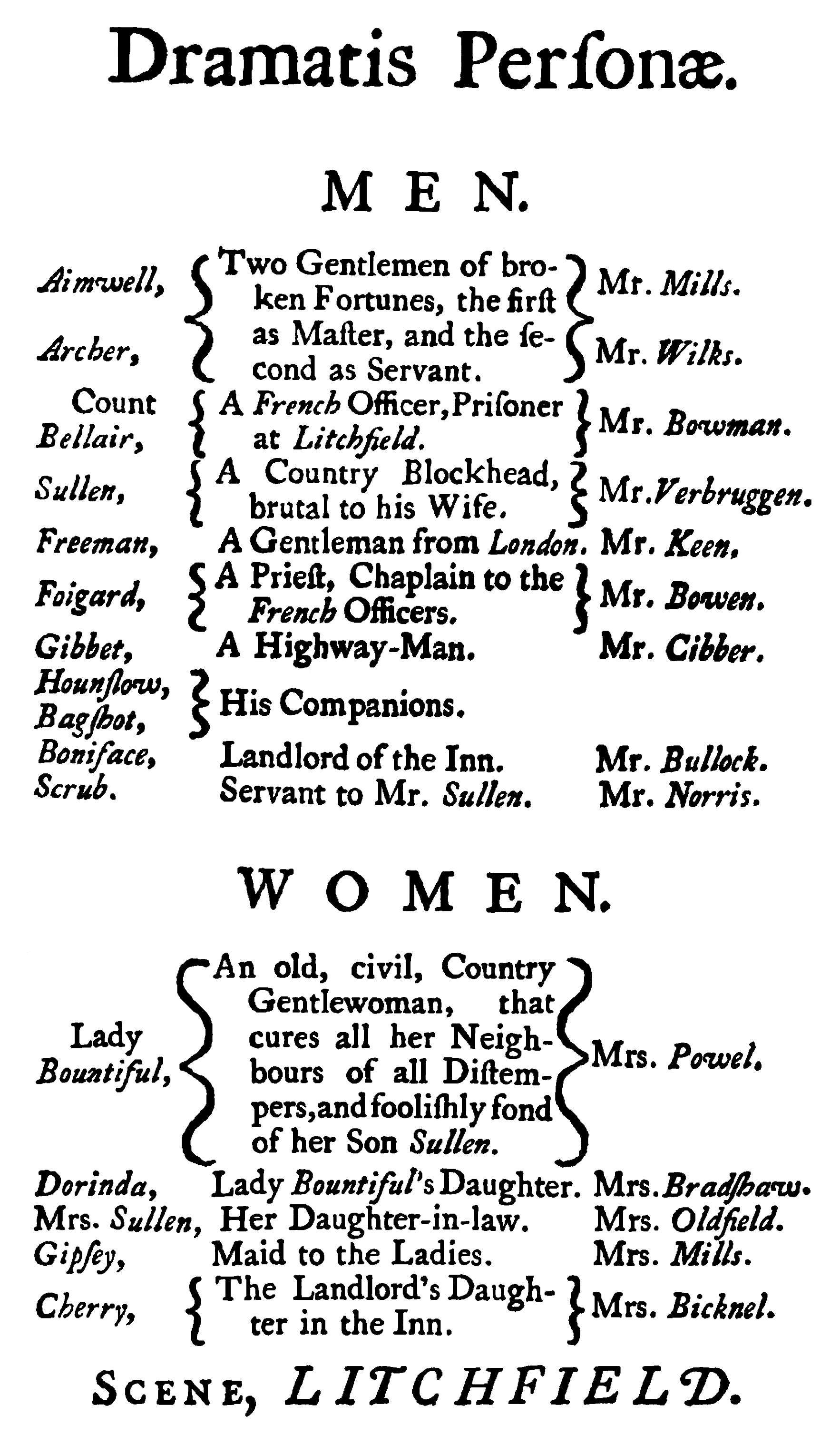
Distribution des rôles lors de la création de la pièce

La Ruse du petit maître, ou Le stratagème des roués (titre original : The Beaux' Stratagem) est une comédie en cinq actes et en prose de George Farquhar, jouée pour la première fois à Londres le samedi 8 mars 1707 au Queen's Theatre à Haymarket, où elle eut 10 représentations consécutives, ce qui constitue un succès à l'époque.
La pièce a été traduite en français sous le titre Le stratagème des roués par Maurice Constantin-Weyer en 1921 et sous le titre La Ruse des galants par Jean Hamard en 1965.

## Intrigue

### Acte I
Aimwell et Archer sont deux jeunes gens qui ont dépensé la plus grande part de leur maigre fortune. Ils ont quitté Londres, prétextant se rendre à Bruxelles pour s'engager dans l'armée. En réalité, ils ont mis au point un stratagème pour échapper à la pauvreté : ils vont tenter de trouver en chemin une riche héritière à marier. À chaque étape, ils se déguisent alternativement, l'un en aristocrate fortuné, qui essaiera de séduire une jeune fille, l'autre en son serviteur. Ils se sont promis que si l'un parvient à se marier avec une riche héritière, il donnera à l'autre la moitié de la fortune de sa femme.
Arrivés à Lichfield dans le Staffordshire, Aimwell se présente comme le noble et Archer comme le valet. Ils s'installent à l'auberge de maître Boniface, qui s'avèrera acoquiné avec des bandits de grand chemin de la région, dont le chef est le bien-nommé Gibbet. Boniface se demande si Aimwell et Archer ne sont pas eux-mêmes des brigands, ce qui lui pose un problème de conscience : 
| Boniface : — Je ne pense pas qu'il soit légal d'accueillir dans mon auberge des bandits qui ne sont pas des nôtres |

### Acte II
C'est un dimanche, aussi Aimwell s'empresse-t-il d'aller à la messe pour se montrer et rechercher une éventuelle jeune fille, car il a une stratégie toute faite dans cette circonstance :
| Aimwell — L'arrivée d'un étranger dans une église de campagne attire autant les regards que l'apparition d'une comète. Il n'est pas plutôt entré que les murmures parcourent la congrégation : « Qui est-ce ? D'où vient-il ? Le connaissez-vous ? ». Je donne alors une demi-couronne au suisse pour qu'il me conduise au meilleur banc de l'église. Je sors ma tabatière, je regarde autour de moi, salue l'officiant ou le recteur, sélectionne une beauté, rive mes yeux sur elle, montrant à toute l'assemblée mon intérêt par mes apparents efforts à le cacher. Après le sermon, tout le village me considère comme son amoureux. En persuadant la demoiselle que je suis prêt à mourir pour elle, elle tombe en toute bonne foi amoureuse de moi. Archer — Plutôt que de river tes yeux sur une beauté, essaie de les fixer sur une fortune. C'est ce que nous cherchons à présent. Aimwell — Peuh ! Aucune femme ne peut être une beauté sans avoir de fortune. Laisse-moi faire, je suis un tireur d'élite. |

À l'église, Aimwell jette son dévolu sur Dorinda, la jeune demi-sœur de lord Sullen, le squire local. Elle est accompagnée par la femme de celui-ci, lady Sullen. Lord Sullen est riche, mais c'est un imbécile et un ivrogne qui ne va se coucher que lorsqu'il est complètement ivre. Sa femme a de l'esprit, elle est séduisante et généreuse, sa principale erreur, elle l'avoue elle-même, étant de s'être mariée pour l'attrait de l'argent et de la position sociale et non par amour. Elle confie à Dorinda qu'elle songe à divorcer, d'autant qu'elle aussi est riche, ayant apporté dans le mariage dix mille livres sterling. Mais avant d'atteindre cette extrémité, elle dit à Dorinda qu'elle va essayer de rendre son mari jaloux :
| Lady Sullen — Les femmes sont comme des tableaux, qui n'ont aucune valeur entre les mains d'un sot, jusqu'à ce que celui-ci entende des hommes sensés en faire des offres d'achat élevées. |

Boniface se demande toujours si Aimwell et Archer ne sont pas des voleurs de grand chemin. Après avoir interrogé en vain Archer, qui élude toutes ses questions, il confie ses doutes à sa fille Cherry :
| Boniface — Je te le dis : son silence le trahit. Son maître dépense si facilement et a tellement des allures de gentleman que ce doit être un brigand. |

Puis, Boniface en parle à Gibbet, le chef de la bande de voleurs :
| Boniface — Sais-tu s'il y a d'autres gens du métier sur la route ? Gibbet — Non. Boniface — Je me demande s'il n'y en a pas deux qui logent ici en ce moment. Gibbet — Diable ! Pourquoi les soupçonnes-tu ? Boniface — Pourquoi ? Et bien, il y en a un qui est allé à l'église ce matin. Gibbet — C'est suspect, effectivement. |

Pendant ce temps, Archer a une liaison avec Cherry, la fille de l'aubergiste. Celle-ci lui propose de l'épouser, disant qu'elle dispose de deux mille livres sterling. Mais Archer hésite, et Cherry, dépitée, veut s'en aller :
| Archer — Attends ! Attends ! Tu as vraiment deux mille livres ? Cherry — Monsieur, j'ai mes secrets tout comme vous. Quand il vous plaira d'être plus franc, je serai plus ouverte à mon tour, et soyez assuré que je connais des choses qui valent vos secrets, quels qu'ils puissent être. Cependant, soyez convaincu que je n'utiliserai jamais contre vous les découvertes que je pourrais faire. Par contre, méfiez-vous de mon père ! (Elle sort.) Archer — Ainsi, il apparaît que nous connaîtrons autant d'aventures dans cette auberge que Don Quichotte dans la sienne. Voyons voir — deux mille livres — si cette jolie fille promettait de mourir une fois l'argent dépensé, sacrebleu je l'épouserais ! Mais l'argent peut filer en un an ou deux, et la femme peut vivre Dieu sait combien de temps. Une fille d'aubergiste ! Par le diable, ma fierté m'en dissuade ! |

### Acte III
La stratégie d'Aimwell à l'église a parfaitement marché comme le témoigne le dialogue entre Dorinda et lady Sullen après la messe :
| Lady Sullen — Cet homme est joli garçon, je l'ai vu dès qu'il est entré dans l'église. Dorinda — Je l'ai vu aussi, ma sœur, et avec un air rayonnant, comme s'il y avait de la lumière autour de lui. Lady Sullen — Bien dit. Dorinda — Pas de coquetterie de sa part, pas d'air provoquant, pas d'attitude étudiée, ni de posture habile. Non, tout était naturel. Lady Sullen — De mieux en mieux. Continue ! Dorinda — Et ses regards. As-tu observé ses yeux ? Lady Sullen — Oh oui ses yeux ! Qu'est ce qu'ils avaient ses yeux? Dorinda — Agiles, mais pas vagabonds. Ils semblaient regarder, mais ne s'attardaient sur rien, sauf sur moi. |

Elles envoient leur domestique Scrub se renseigner sur lui à l'auberge. De retour, il leur fait son rapport :
| Scrub — Madame, je vous ramène un paquet de nouvelles. Dorinda — Ouvre-le vite. Scrub — Tout d'abord j'ai demandé qui était ce gentleman ; ils m'ont répondu que c'était un étranger. Deuxièmement, j'ai demandé ce qu'était ce gentleman ; ils ont répondu en me disant qu'ils ne l'avaient jamais vu auparavant. Troisièmement je me suis enquis de quel pays il était ; ils m'ont répondu que c'était plus qu'ils n'en savaient. Quatrièmement, j'ai demandé d'où il venait ; leur réponse a été qu'ils ne pouvaient pas le dire. Et cinquièmement, j'ai demandé où il allait ; et ils m'ont répondu qu'ils n'en savaient rien. Et c'est tout ce que j'ai appris. Lady Sullen — Mais que disent les gens ? Ne font-ils pas des hypothèses ? Scrub — Certains disent que c'est un espion, d'autres estiment que c'est un charlatan ; les uns disent une chose, les autres autre chose. Par ma part, je pense que c'est un Jésuite. Dorinda — Un Jésuite ! Pourquoi un Jésuite ? Scrub — Car il tient toujours ses chevaux sellés, prêts à partir, et parce que son domestique parle français. Lady Sullen — Son domestique ? Scrub — Oui, lui et le domestique du comte baragouinaient français comme deux canards en train d'intriguer au milieu d'une mare ; et je crois qu'ils parlaient de moi car ils riaient de façon exagérée. Dorinda — Quelle sorte de livrée porte son domestique ? Scrub — Seigneur, une livrée ! Madame, je l'ai pris pour un capitaine tellement il est accoutré de dentelles ! |

Dorinda et lady Sullen montent un plan pour faire venir Archer chez elles et pour l'interroger. Elle demande à Scrub de l'inviter à venir boire avec lui à la cave. Aimwell, de son côté, est tombé amoureux lui aussi de Dorinda.
| Aimwell — Oh Archer, j'ai rencontré des milliers de fois son regard. Elle ressemble à Cérès pendant la moisson, du blé, du vin et de l'huile, du lait et du miel, des jardins, des bosquets, des ruisseaux gazouillants jouaient sur son visage généreux. Archer — Son visage ? Sa poche, tu veux dire. C'est là que se trouvent le blé, le vin et l'huile. Plus brièvement, elle a dix mille livres. |

Quand Scrub vient chercher Archer, celui-ci sait bien qu'on va lui poser des questions sur Aimwell. Il demande à ce dernier quel nom il devra lui donner. Aimwell lui dit de le faire passer pour son frère aîné, qui, lui, est titré et riche, le vicomte Aimwell. Dorida et lady Sullen sont étonnées et charmées de la bonne éducation du domestique Archer.
Lady Sullen tente de rendre son mari jaloux en ayant un entretien galant avec le comte Bellair, un Français prisonnier gardé en otage près de là, mais en vain, Lord Sullen restant indifférent. Elle n'a plus que la solution de la séparation, quand Sullen conclut par :
| Sullen — Si vous trouvez le moyen de faire la débauchée sans me faire cocu, faites-le et j'en serai ravi. |

### Acte IV

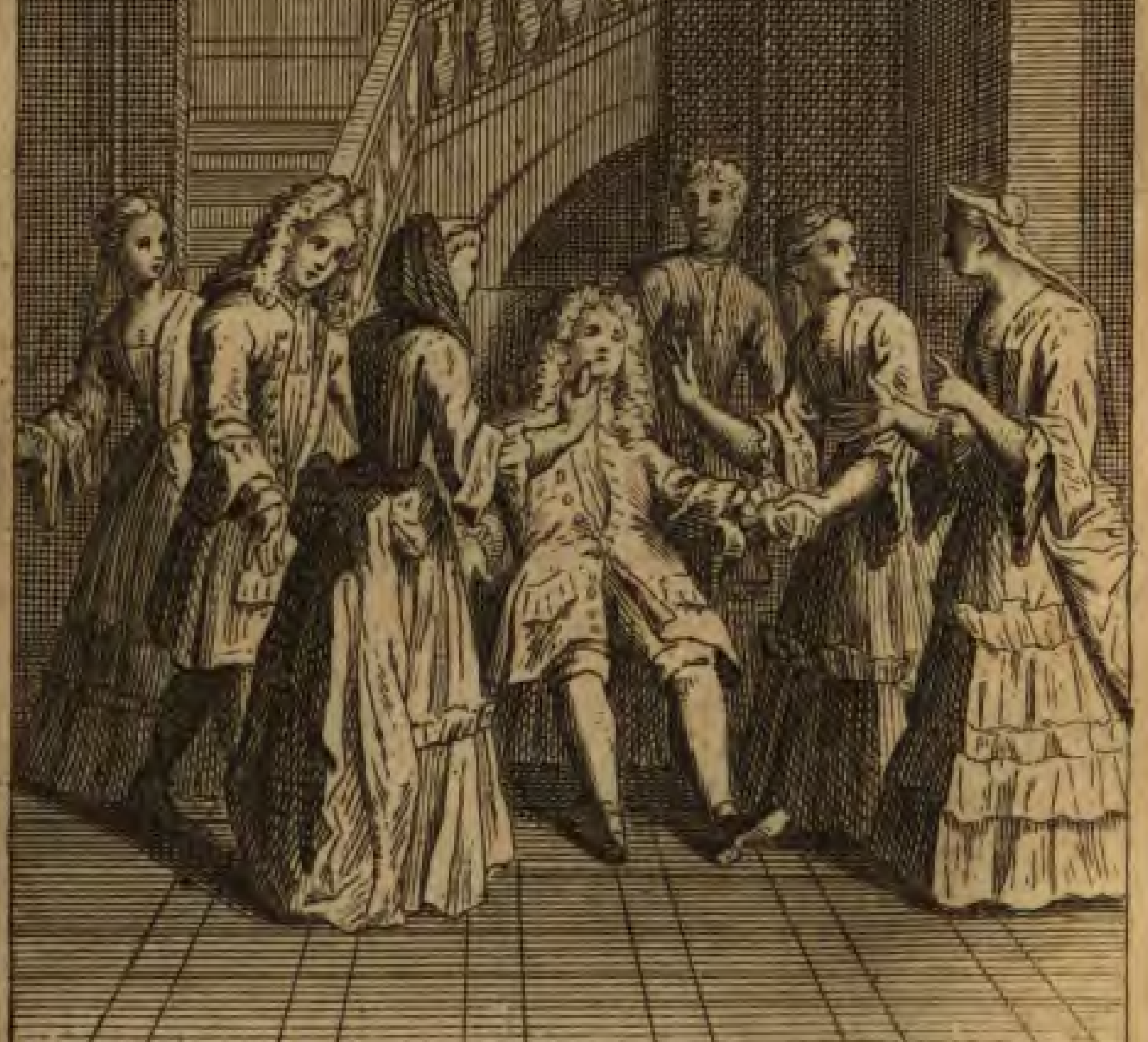
Malaise feint d'Aimwell. De gauche à droite : Gipsy, Archer, lady Bountiful, Aimwell, Scrub, Dorinda tenant la main d'Aimwell, et lady Sullen.

Pour approcher Dorinda, Aimwell feint un malaise juste devant chez elle. On le fait entrer rapidement, et lady Bountiful, la mère de lord Sullen et de Dorida, lui donne de multiples remèdes de sa composition. Aimwell feint de revenir à lui en se croyant au paradis, et en profitant pour faire une déclaration à Dorinda qu'il dit être une déesse :
| Aimwell (en s'agenouillant et en lui embrassant la main) — Belle Proserpine, laisse-moi adorer ta brillante divinité. […] Peut-être Eurydice, comment ton Orphée a pu tenir sa promesse et ne pas se retourner vers toi ? [...] Lady Bountiful — C'est du délire, le pauvre jeune homme ! Archer — Oui, du délire, madame, du vrai délire. |

Lady Bountiful demande à Dorinda de faire visiter la maison à Aimwell. Pendant ce temps, le prêtre Foignard demande à la servante Gipsy de cacher le comte Bellair dans l'armoire de lady Sullen.
| Gipsy — Que voulez-vous que je fasse, docteur ? Foignard — Rien ma fille, seulement cacher le comte dans l'armoire de lady Sullen quand il fera nuit. Gipsy — Rien ! Est-ce que cela est rien ? Ce serait à la fois un péché et une honte, docteur. Foignard — Voici vingt louis d'or, ma fille, pour ta honte, et je te donnerai l'absolution pour ton péché. Gipsy — Mais alors cet argent est un pot-de-vin ? Foignard — Cela dépend de la façon de le prendre. Si tu reçois l'argent avant ce sera logicè, c'est-à-dire un pot-de-vin. Mais si tu le prends après, ce sera seulement une gratification. Gipsy — Et bien, docteur, je le prendrai logicè. Mais que dois-je faire de ma conscience, monsieur ? Foignard — Ne t'occupe pas de cela, ma fille. Je suis ton prêtre, et ta conscience est entre mes mains. Gipsy — Mais je devrai mettre le comte dans l'armoire. Foignard — Et bien, il n'y a pas de péché à ce qu'un homme soit dans une armoire. On peut prier dans une armoire. Gipsy — Mais si la dame entre dans sa chambre et se met au lit ? Foignard — Et bien, il n'y a aucun péché à aller au lit, ma fille. Gipsy — Oui, mais si les deux parties se rencontrent ? Foignard — Et bien alors, ce sont les parties qui sont responsables. |

Scrub a surpris cette conversation, mais il n'en a saisi que quelques mots. Il va avertir Archer qui est toujours dans la maison. Archer lui dit qu'il s'en charge. Pendant ce temps, Dorinda et lady Sullen se confient l'une à l'autre. Dorinda est amoureuse d'Aimwell qui lui a promis le mariage, et elle rêve déjà d'être la vicomtesse Aimwell. Lady Sullen est amoureuse d'Archer, qu'elle ne croit pas être un domestique, mais elle est trop sage pour s'abandonner à lui.

### Acte V
Sir Charles Freeman, le frère de lady Sullen arrive à l'auberge de Boniface. Il rencontre Sullen qui est en train de boire, et qui lui avoue, sans savoir qui est Freeman, que son mariage ne va pas bien. Freeman lui demande pourquoi il ne se sépare pas.
| Sir Charles — Pourquoi ne vous séparez-vous pas de votre femme, monsieur ? Sullen — Est-ce que vous la prendriez, monsieur ? Sir Charles — De tout cœur. Sullen — Vous l'aurez demain matin, avec un pâté de gibier en plus. Sir Charles — Vous me donnerez aussi sa dot ? Sullen — Sa dot ! Pourquoi, monsieur ? Je n'ai pas de querelle avec sa dot. C'est juste la femme que je hais, et il n'y a que la femme qui doit partir. |

Archer a appris que le comte sera introduit de nuit dans la chambre de lady Sullen à son insu. Il fait pression sur Foignard pour prendre la place du comte. Ils partent tous deux chez Sullen. Peu après, Cherry vient avertir Aimwell qu'elle a surpris une conversation dans l'auberge et qu'une bande de brigands va investir la maison de Sullen, profitant que ce dernier continue à s'enivrer à l'auberge. Aimwell prend son épée et tous deux se rendent à la maison de Sullen.
Archer a rejoint lady Sullen, mais celle-ci, bien que troublée, ne lui cède pas, aidée en cela par l'irruption de Scrub qui vient prévenir que des individus armés sont entrés dans la maison. Archer, puis Aimwell, parviennent à mettre hors d'état de nuire les voleurs. Le prêtre Foigard étant présent, Archer pense que c'est le moment pour Aimwell de se marier avec Dorinda. Celle-ci est d'accord, et Foigard est prêt à les unir, mais Aimwell a soudain des scrupules. Il avoue à Dorinda sa véritable identité (il n'est que le frère cadet du vicomte Aimwell), le véritable état de sa fortune (je suis un homme pauvre) et son but premier quand il l'a rencontré (s'emparer de sa dot). Dorinda, déçue sur le coup, se reprend et lui avoue qu'elle l'aime toujours. Archer est furieux de voir échouer leur plan, et parle de s'en aller. Arrive alors Sir Charles Freeman, qui annonce à Aimwell que son frère aîné est mort, et qu'il devient ainsi le nouveau vicomte, avec titre et fortune associés. Sullen accepte de se séparer de sa femme lady Sullen, et la laisse même reprendre sa dot. 

## Noms des personnages

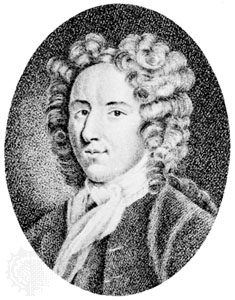
George Farquhar

La comédie des humeurs a fondé son comique sur certains personnages gouvernés par un trait de caractère particulièrement fort et caractéristique, qui les fait se retrouver dans des situations cocasses ou ridicules. Ce trait de caractère était souvent souligné par le nom donné au personnage. Cette tradition s'est maintenue dans la comédie de la Restauration, et dans la Ruse du petit maître, on trouve :
- Lord Sullen (sullen : maussade, renfrogné)
- Aimwell (to aim well : viser juste ou bien viser). Plusieurs fois dans la pièce, Aimwell se targue d'être un « tireur d'élite ». Cela est important, car c'est lui qui a la responsabilité de dénicher et de « faire tomber » la riche héritière.
- Archer, le second chasseur de dot, n'est qu'un archer ordinaire, qui ne parvient pas à obtenir les faveurs de lady Sullen.
- Gibbet (gibbet : gibet, potence), le chef des voleurs, finira peut-être pendu, sort qu'il évoque d'ailleurs dans la pièce
- Scrub, du temps de Farquhar, ce mot désignait un homme médiocre et pitoyable[19]
- Lady Bountiful (bountiful : généreuse, bienfaisante)

Ces noms résument le caractère des personnages.

## Critique
Dans la Ruse du petit maître, Farquhar dresse de nouveau sa scène en province, ce qui avait beaucoup contribué au succès de sa pièce précédente l'Officier recruteur. Une fois encore, ce choix offre une toile de fond sympathique à l'exposition et à l'examen des préoccupations morales du théâtre de la Restauration. À ce moment, Farquhar est très malade, et il va bientôt mourir. Cette pièce est presque entièrement écrite au lit, et elle est finie et mise en scène en seulement six semaines.
Les personnages d'Archer et d'Aimwell s'améliorent au fur et à mesure que la pièce avance. Au début, ce ne sont guère que des intrigants, des chasseurs de dot sans scrupule. Aimwell, devenu amoureux de Dorinda, va s'adoucir peu à peu, jusqu'à refuser d'user de tromperie pour se marier avec elle, ce qui était pourtant le but initial des deux compères. Il se révèlera à la fin  un vrai gentleman, concrétisé par le titre de vicomte Aimwell. Archer, le faux domestique, va se montrer plein d'esprit et de culture, au point de séduire lady Sullen. Mais il conservera jusqu'à la fin sa dureté et son âpreté initiales. Devant la proposition de mariage de Cherry, lui apportant deux mille livres, il raisonne froidement, concluant que cette somme ne suffit pas pour s'unir toute la vie à une vulgaire fille d'aubergiste, qui se révèle pourtant être une brave fille honnête et amoureuse. Jusqu'à la fin, il insiste pour que leur plan soit maintenu, et il annonce finalement qu'il va partir. On ne sait s'il va réellement le faire ou se rapprocher de lady Sullen redevenue libre.
La pièce ne s'achève pas sur une situation stable, la résolution des intrigues romantiques restant incertaine. Sir Charles apparaît au dernier acte comme un deus ex machina, qui permet à la pièce de sortir de l'impasse où elle s'est engagée. Écrite par un dramaturge en train de mourir, la Ruse du petit maître donne à ses personnages une seconde chance, à laquelle l'auteur sait qu'il serait folie de croire.